# Kemayoran Airport
Kemayoran Airport är en flygplats i Indonesien.   Den ligger i provinsen Jakarta, i den västra delen av landet, i huvudstaden Jakarta. Kemayoran Airport ligger 2 meter över havet.
Terrängen runt Kemayoran Airport är mycket platt. Havet är nära Kemayoran Airport åt nordväst. Runt Kemayoran Airport är det mycket tätbefolkat, med 10 000 invånare per kvadratkilometer. Närmaste större samhälle är Jakarta, 7,5 km söder om Kemayoran Airport. Runt Kemayoran Airport är det i huvudsak tätbebyggt.